# Жежелів
Же́желів — село в Україні, у Глуховецькій громаді Хмільницького району Вінницької області. Населення становить 1456 осіб.
Неподалік від села розташоване Жежелівське родовище граніту.

## Географія
Географічні координати: 49°47' пн. ш. 28°38' сх. д. Часовий пояс — UTC+2. Загальна площа села — 7,8 км².
Село розташоване на Поділлі за 18 км від Козятина. Найближча залізнична станція — Глухівці, за 6 км. Через село протікає річка Гнилоп'ять.

## Історія
Історичні джерела свідчать, що село існувало вже в XVI столітті.
Станом на 1885 рік у колишньому селі Махнівської волості Бердичівського повіту Київської губернії мешкало 599 осіб, налічувалось 73 дворових господарства, існували православна церква, постоялий будинок і водяний млин.
За переписом 1897 року кількість мешканців зросла до 1184 осіб (567 чоловічої статі та 617 — жіночої), з яких 1008 — православної віри, 137 — римо-католицької.

## Населення

### Мова
Розподіл населення за рідною мовою за даними перепису 2001 року:
| Мова            | Кількість | Відсоток |
| --------------- | --------- | -------- |
| українська      | 1446      | 99.31%   |
| російська       | 9         | 0.62%    |
| інші/не вказали | 1         | 0.07%    |
| Усього          | 1456      | 100%     |

## Пам'ятки
Поблизу Жежелева виявлені поселення трипільської та черняхівської культур.
Також в селі знаходиться братська могила 172 воїнів, які загинули при звільненні села і пам'ятник 161 воїну-односельчанину, які загинули під час Другої світової війни.

## Зображення

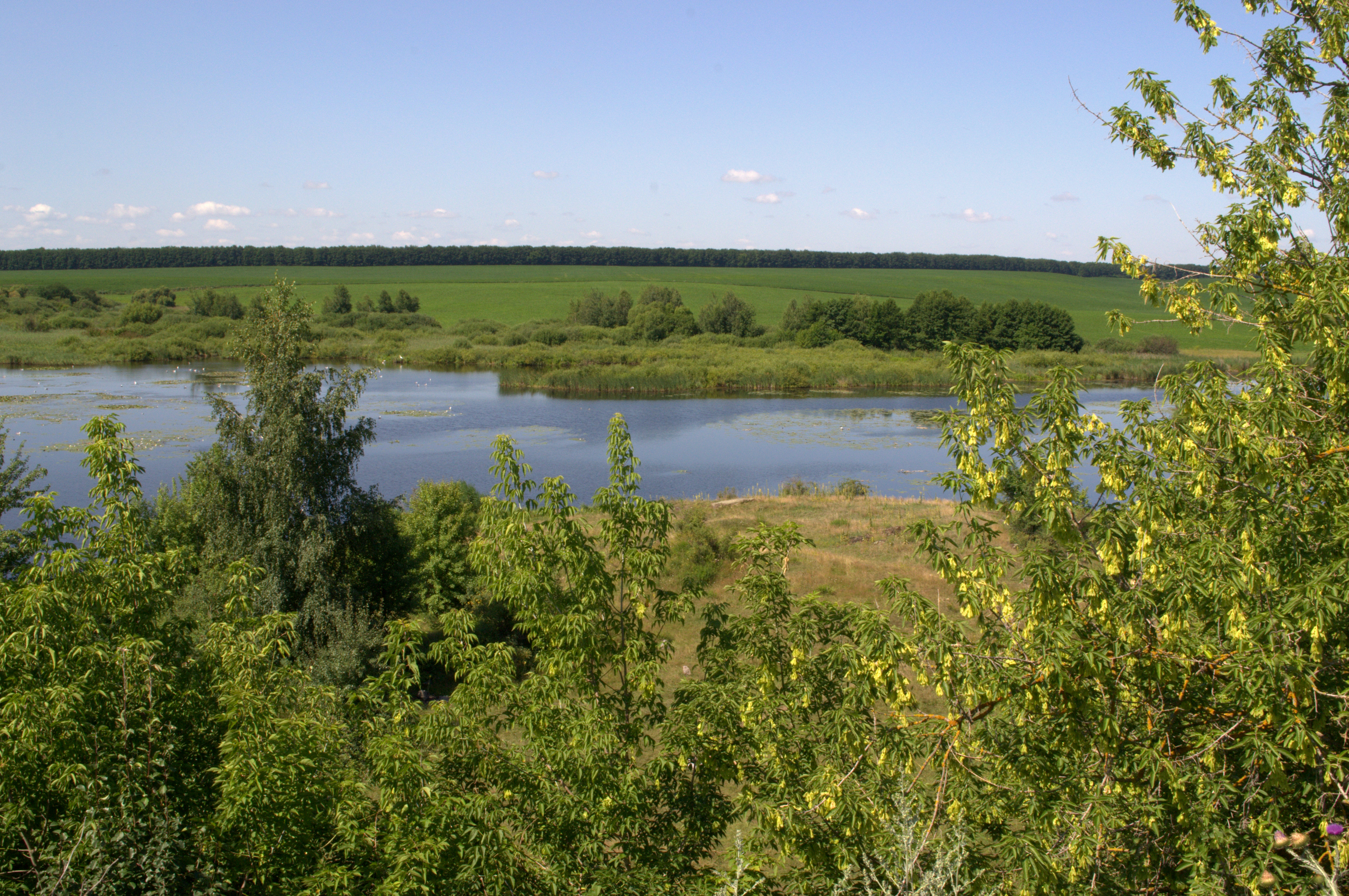
Річка Гнилоп'ять на південній околиці села
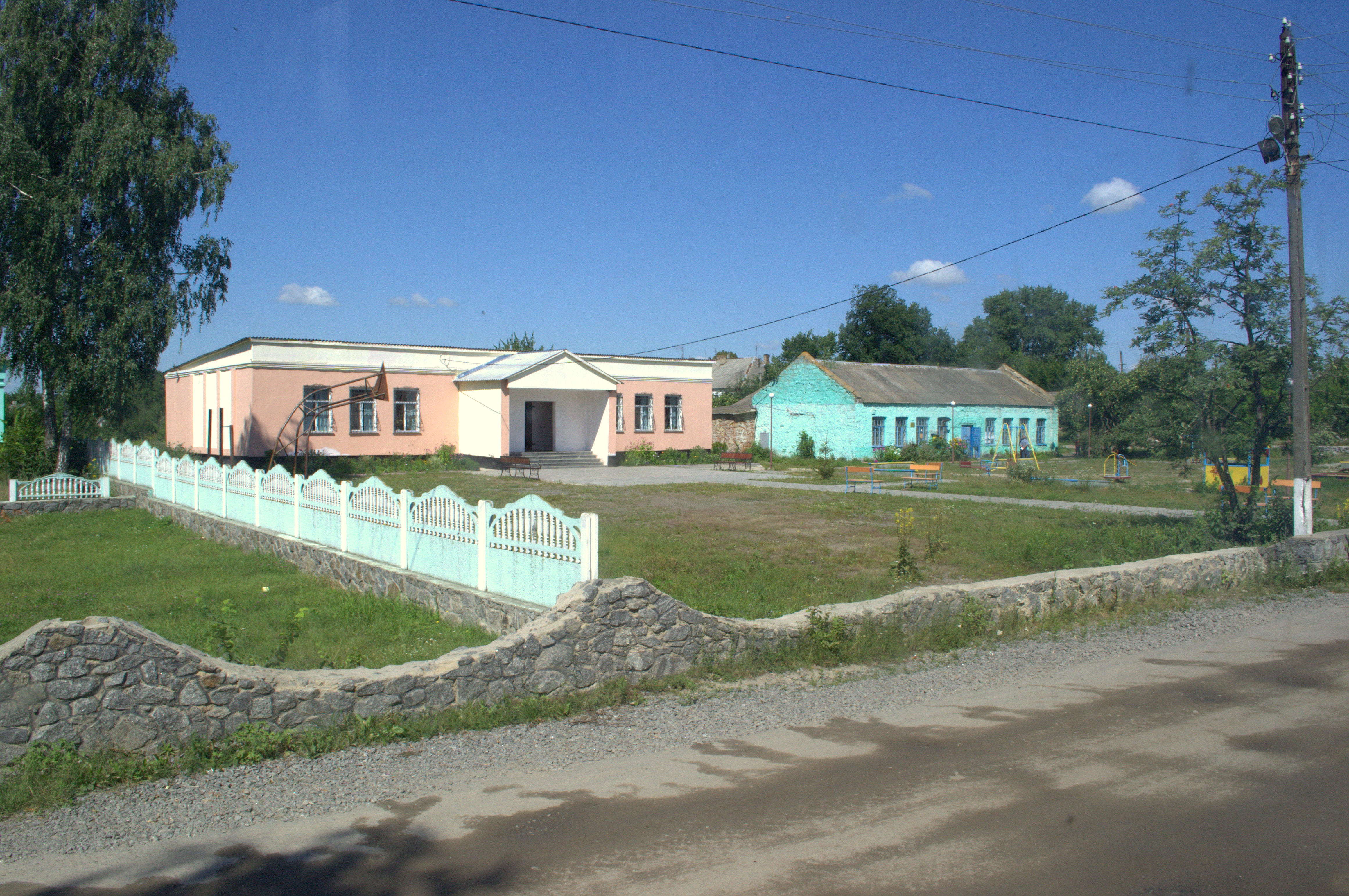
Сільська вулиця
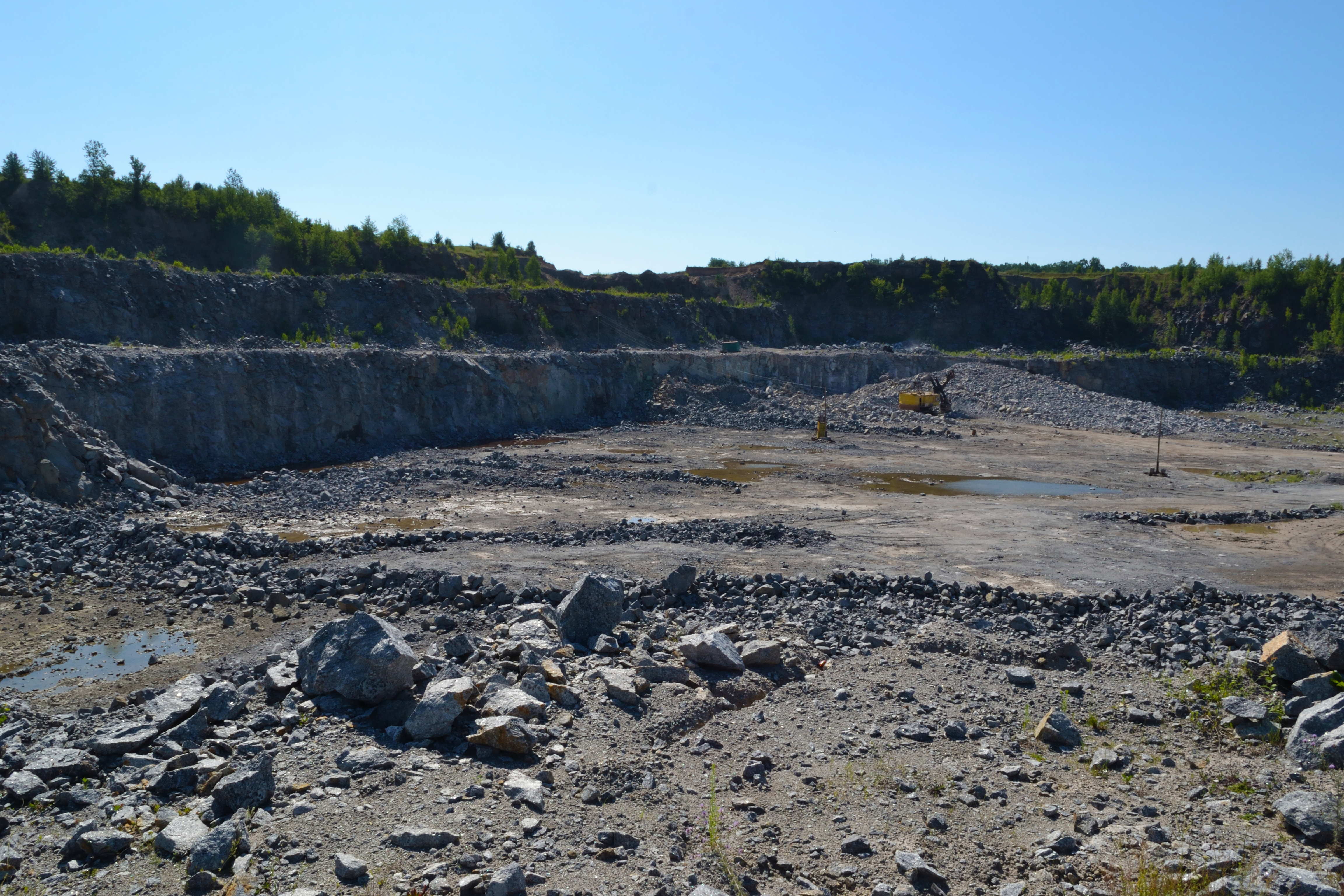
Жежелівське родовище граніту